# Avenue Habib-Bourguiba
Pour les articles homonymes, voir Habib Bourguiba et Bourguiba.
L'avenue Habib-Bourguiba (arabe : شارع الحبيب بورڨيبة) est la principale avenue de la ville de Tunis (Tunisie).
Aujourd'hui, l'avenue et son prolongement, l'avenue de France, sont le véritable centre de la capitale.
À noter que la plupart des villes de Tunisie possèdent leur propre avenue Habib-Bourguiba.

## Situation et accès
Elle est située entre la gare de Tunis-Marine à l'est et la place de l'Indépendance à l'ouest.
Elle est prolongée par la route de La Goulette à l'est et l'avenue de France à l'ouest.
L'avenue Habib-Bourguiba rencontre les voies suivantes, dans l'ordre des numéros croissants (« g » indique que la rue se situe à gauche, « d » à droite) :
1. rue de la Bourse du travail (g)
2. rue Christophe-Colomb (g)
3. avenue de la République
4. rue Essindibade (g)
5. rue Fares-El-Khouri (g)
6. avenue Mohammed-V (d)
7. rue de Turquie (g)
8. rue Hédi-Nouira (d)
9. rue Abderrazak Cheraibi (g)
10. rue de Courbertin (d)
11. rue Houssine-Bouzaiene (g)
12. rue Kamel-Ataturk (d)
13. rue du 18-Janvier 1952 (g)
14. rue du Caire (d)
15. rue de Marseille (d)
16. rue Ibn-Khaldoun (g)
17. avenue de Paris (d)
18. avenue de Carthage (g)
19. rue Ali-Bach-Hamba (d)
20. rue de Grèce (g)
21. rue d'Alger (d)
22. rue de Hollande (g)
23. rue de Rome (d)
24. rue Jamel-Abdenasser (g)

En outre, elle traverse la place du 14-Janvier 2011.
Elle est desservie par la station de métro Place Barcelone et la gare TGM Tunis-Marine.

## Origine du nom
Elle tire son nom du nom du président Habib Bourguiba, premier président de la République tunisienne et figure du mouvement national tunisien. 
Elle porte le nom d'avenue de la Marine avant 1900 et de Jules Ferry, homme politique français, de 1900 à 1956.

## Historique
À l'origine, la « promenade de la Marine » n'est qu'une médiocre esplanade boueuse en hiver et poudreuse en été.
Dans les trente années qui suivent l'instauration du protectorat français de Tunisie en 1881, se constitue une ville nouvelle à l'est de la médina. Le consulat de France, devenu le siège de la résidence générale, fait l'objet d'importants travaux pour le restaurer et y ajouter deux ailes ainsi qu'une salle des fêtes (1890-1892).
L'avenue se voit également dotée d'un lieu de distraction : le Théâtre municipal y est ainsi élevé en 1902. Par ailleurs, sur l'emplacement de l'ancien cimetière catholique de Saint-Antoine situé en face de la résidence générale, est élevée la cathédrale Saint-Vincent-de-Paul dont les travaux sont achevés en 1897.
À la veille de la Première Guerre mondiale, le nouveau centre a pour artère maîtresse l'« avenue de la Marine » dénommée après 1900 « avenue Jules-Ferry » (du nom du ministre instigateur du protectorat). Large de soixante mètres, elle comporte deux chaussées carrossables de part et d'autre d'un terre-plein planté d'une quadruple rangée de ficus. Aux constructions publiques s'ajoutent peu à peu d'importantes constructions privées telles que Le Colisée (galeries, café et salle de cinéma) en 1931 et l'Hôtel Claridge en 1932.
À l'avènement de l'indépendance en 1956, la statue de Jules Ferry est déboulonnée. De nouvelles constructions privées voient le jour telles que l'immeuble de la Société nationale d'investissements ou les hôtels Africa et Tunisia International.
L'avenue Habib-Bourguiba ayant été partiellement défigurée par des constructions modernes, comme la tour de l'hôtel Africa qui en brise net la perspective, c'est dans les rues parallèles et adjacentes qu'il faut aller chercher les belles façades : avenues de Carthage et de Paris, avenue Habib-Thameur, rues Radhia-Haddad et de Rome, etc.

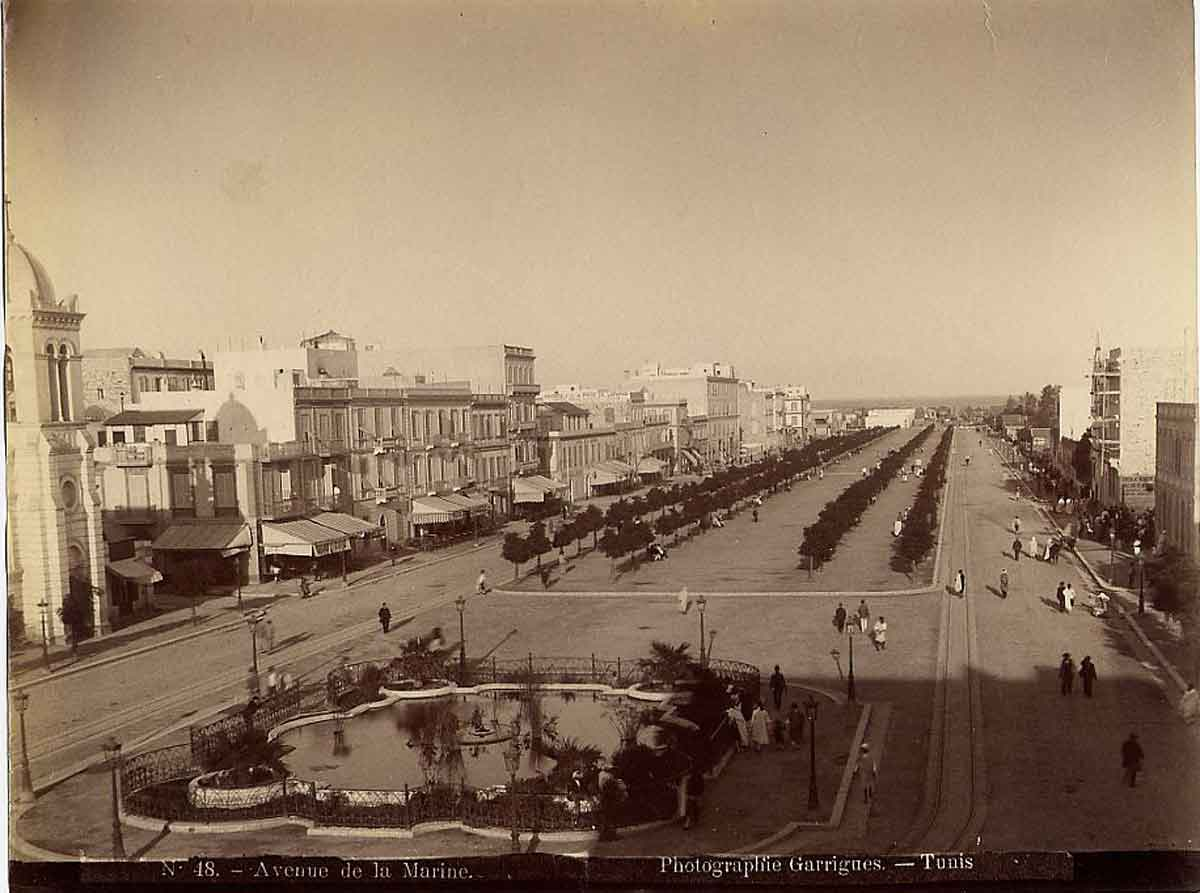
Avenue de la Marine vers 1885.
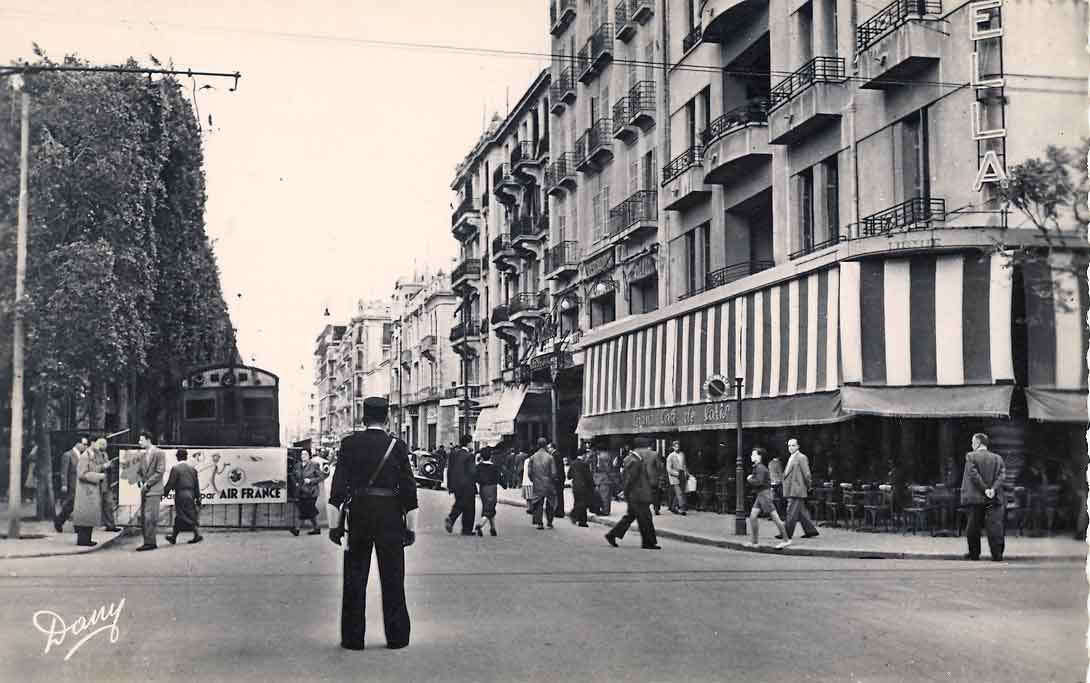
Avenue Jules-Ferry en 1954.

## Événements

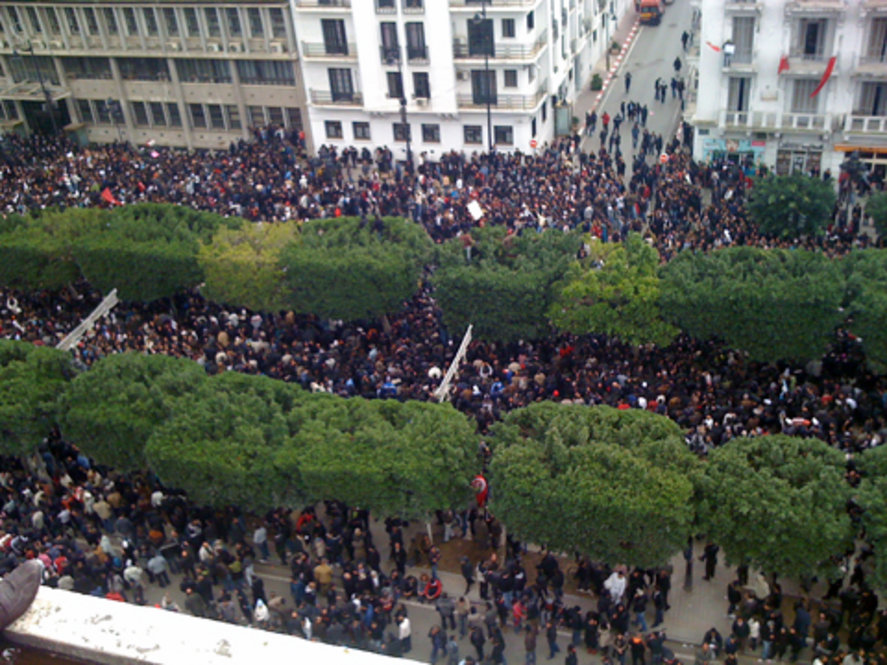
Manifestation du 14 janvier 2011.

### Manifestations exceptionnelles
Durant la révolution tunisienne de 2011, elle accueille nombre de manifestations appelant à la chute du président Zine el-Abidine Ben Ali puis à celle du gouvernement d'union nationale.
Après l'avènement de la liberté d'expression et du droit de manifester, l'avenue est le lieu de diverses manifestations politiques et sit-in.

### Manifestations récurrentes
L'avenue est le théâtre de plusieurs événements annuels.

## Économie
L'avenue est la vitrine économique de Tunis, et nombre de banques et d'entreprises y ont élu leur siège.
On y trouve en outre d'innombrables commerces, hôtels, cafés et restaurants. Elle est aussi le centre de la vie culturelle tunisoise.

## Aménagement

### Description
L'avenue fait environ 1,5 kilomètre de long pour une largeur de soixante mètres. Elle possède des trottoirs latéraux larges de douze mètres planté de ficus ainsi qu'une allée centrale de seize mètres plantée de deux rangées de la même espèce. Le dallage des trottoirs et de l'allée centrale est réalisé en granit. Le mobilier urbain est constitué de lanternes caractéristiques, de colonnes Morris et de bancs publics.
Elle possède trois voies pour chaque sens de la circulation automobile. Deux places ponctuent l'avenue.

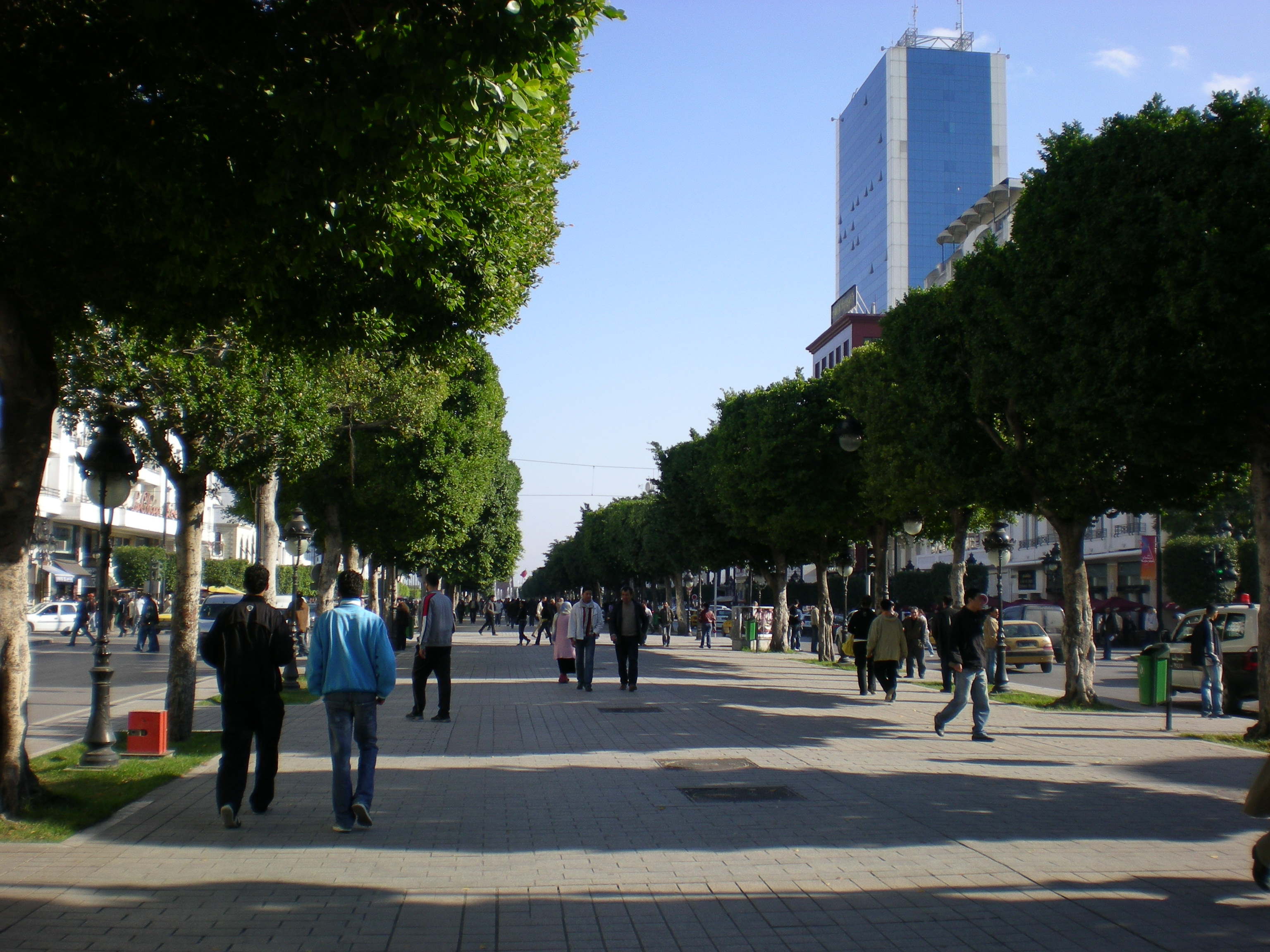
Allée centrale de l'avenue.
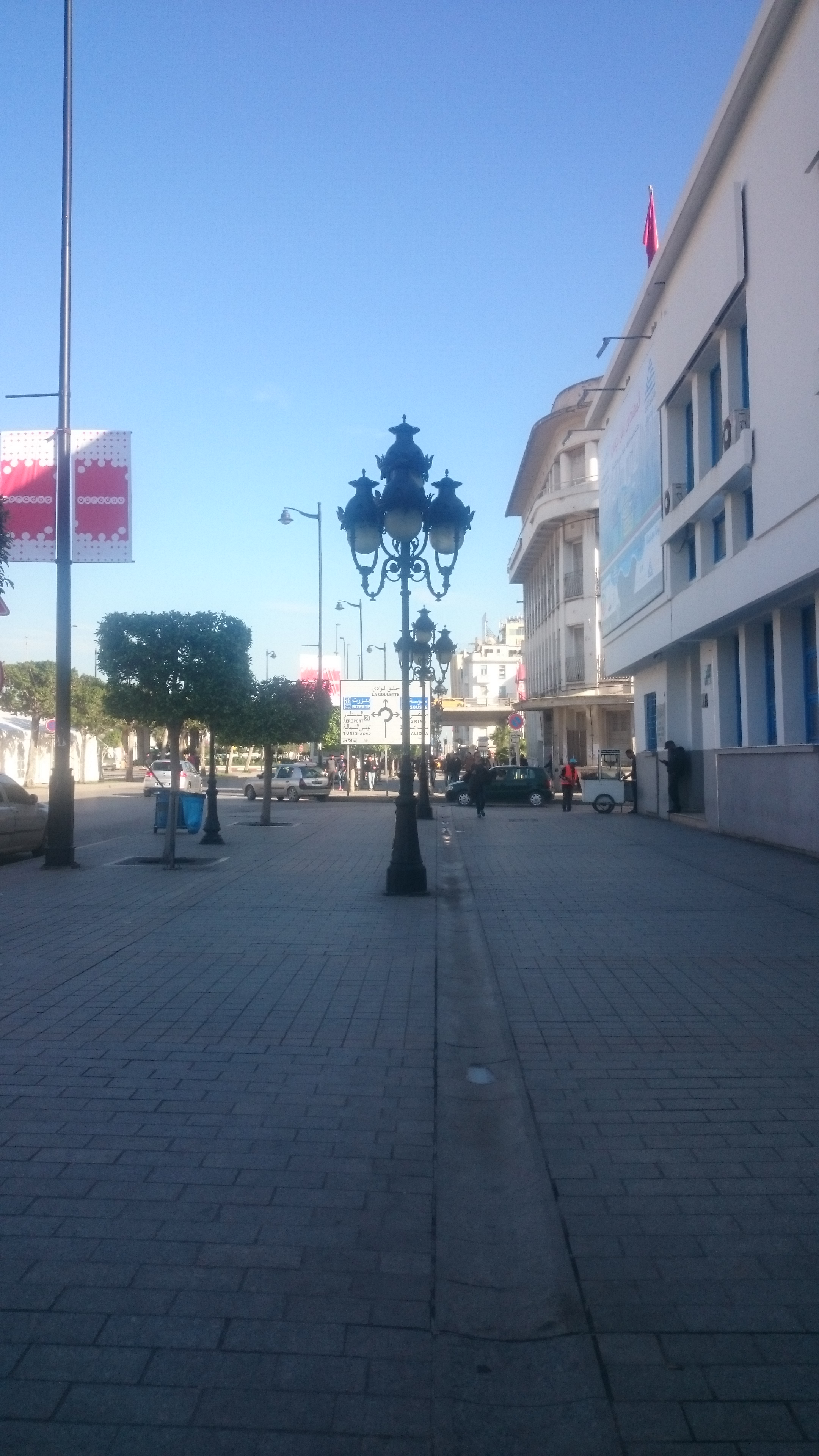
Lanterne.
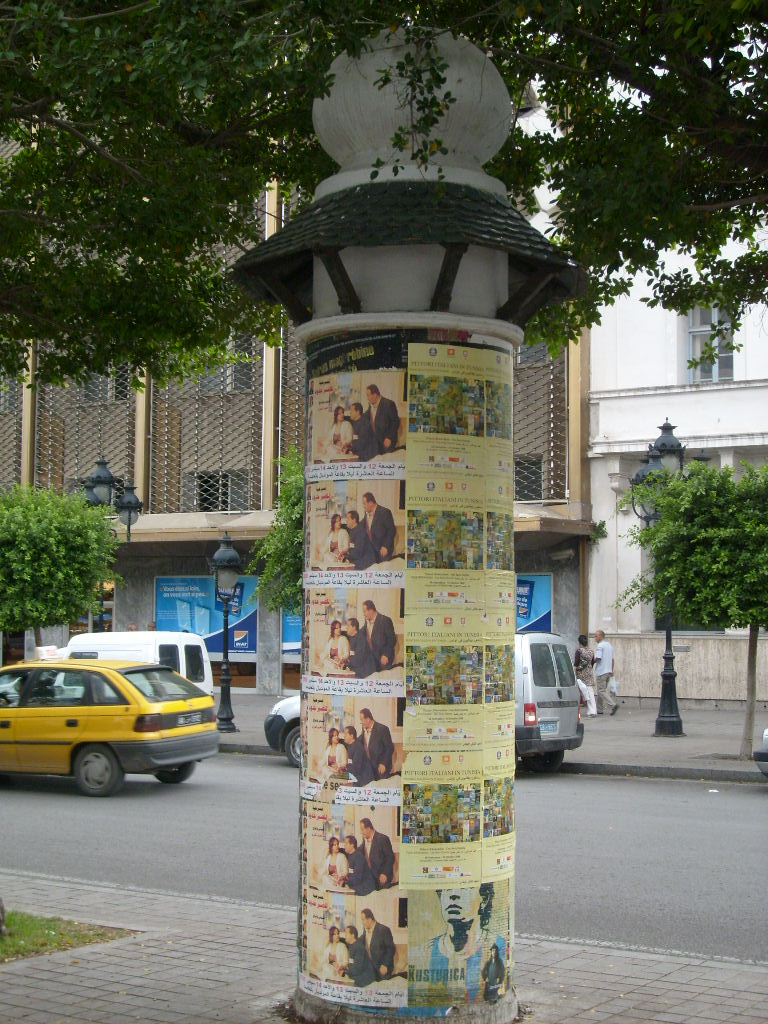
Colonne Morris.

### Place du 14-Janvier 2011
À l'est, en direction du port, se trouve la place du 14-Janvier 2011 qui a une forte valeur symbolique tout au long de l'histoire contemporaine du pays.
De 1899 à 1956 y règne le monument de Jules Ferry, l'instaurateur du protectorat français, au centre de cette place qui s'appelle alors place d'Afrique.
Après l'indépendance, on y place la statue équestre du président Habib Bourguiba. Cette dernière est retirée le 11 octobre 1988 et installée à La Goulette au profit d'une horloge rectangulaire. La place se nomme alors place du 7-Novembre 1987 en référence à la date du coup d'État du nouveau président, Zine el-Abidine Ben Ali. Le « réveille-matin », comme l'appellent alors les Tunisois, est sans doute la seule horloge au monde sur laquelle le chiffre 7 est gravé en lieu et place du 6. Après la fin des travaux de rénovation de l'avenue en 2001, l'ancienne horloge est remplacée par une nouvelle horloge obélisque de style moderne.
À la suite de la révolution du 14 janvier 2011 qui conduit à la chute du régime de Ben Ali, la place est rebaptisée à nouveau pour rendre hommage à cet événement historique. Le 1er juin 2016, la statue équestre de Bourguiba fait officiellement son retour à l'ouest de la place, à l'instigation du président Béji Caïd Essebsi.

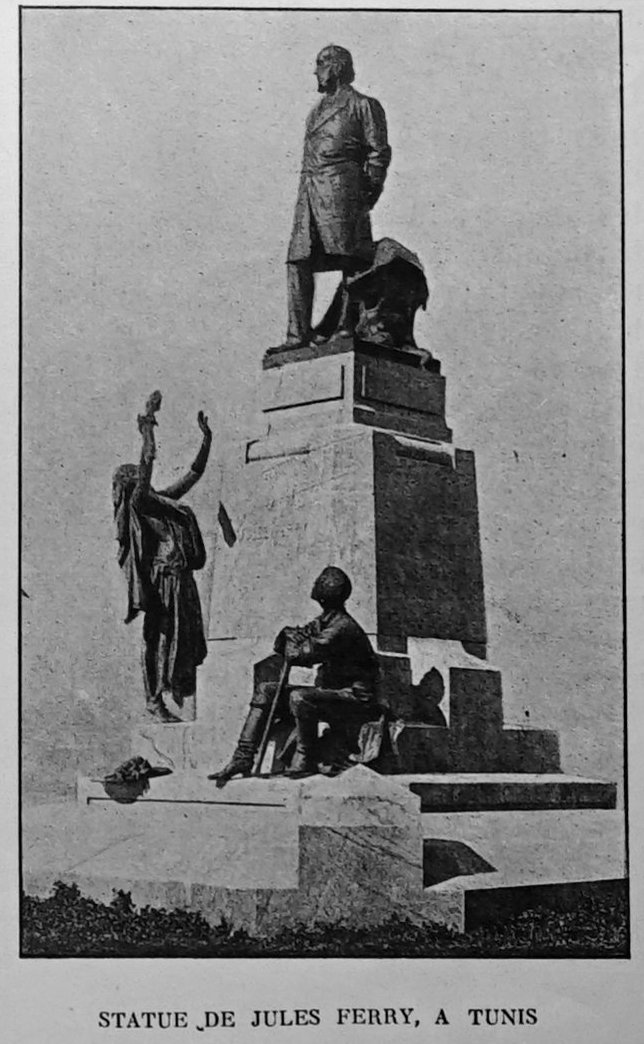
Monument de Jules Ferry.
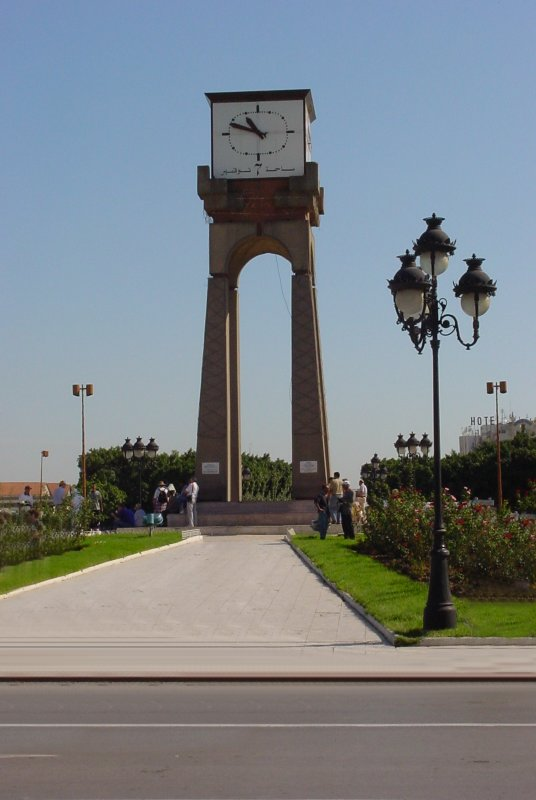
Ancien « réveille-matin ».
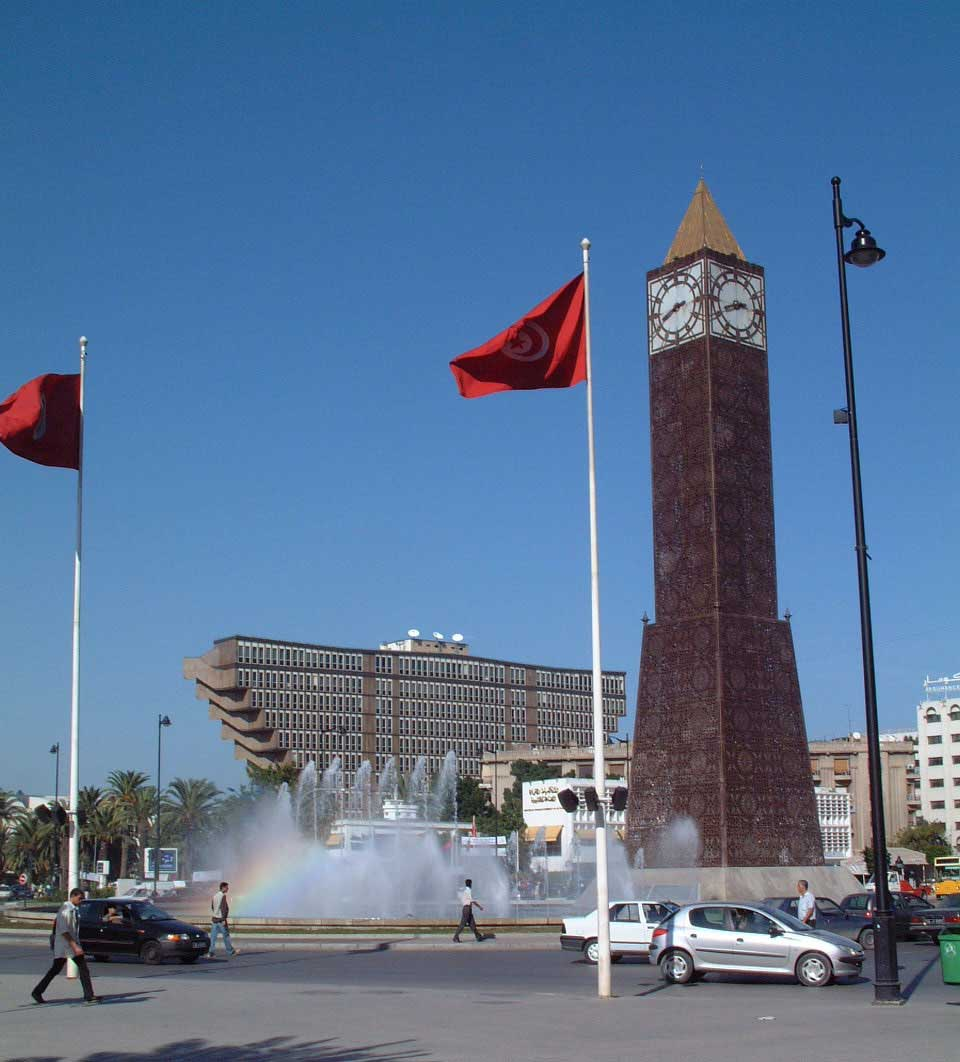
Vue de la place actuelle.
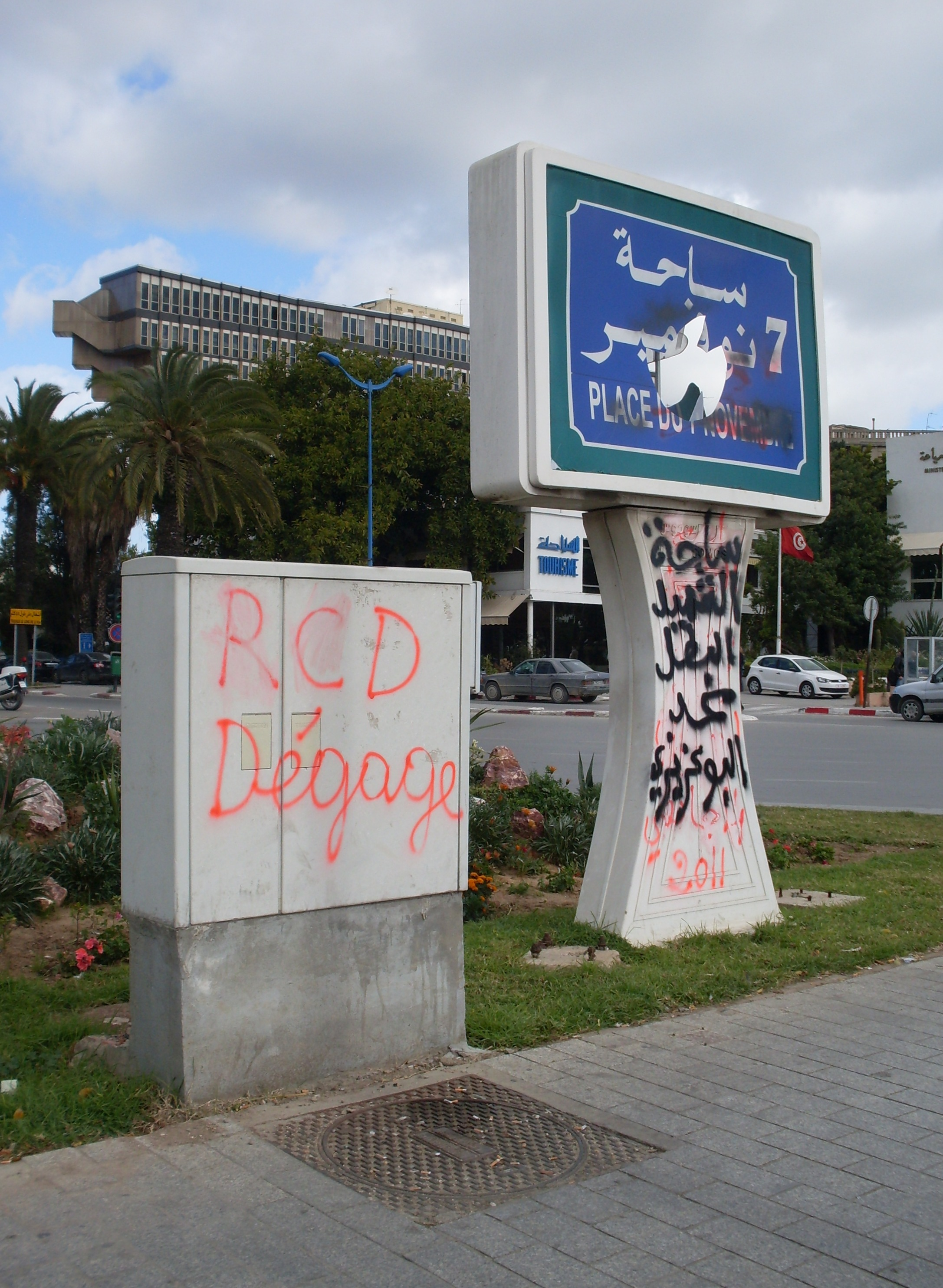
Panneau indicatif saccagé après la révolution de 2011.
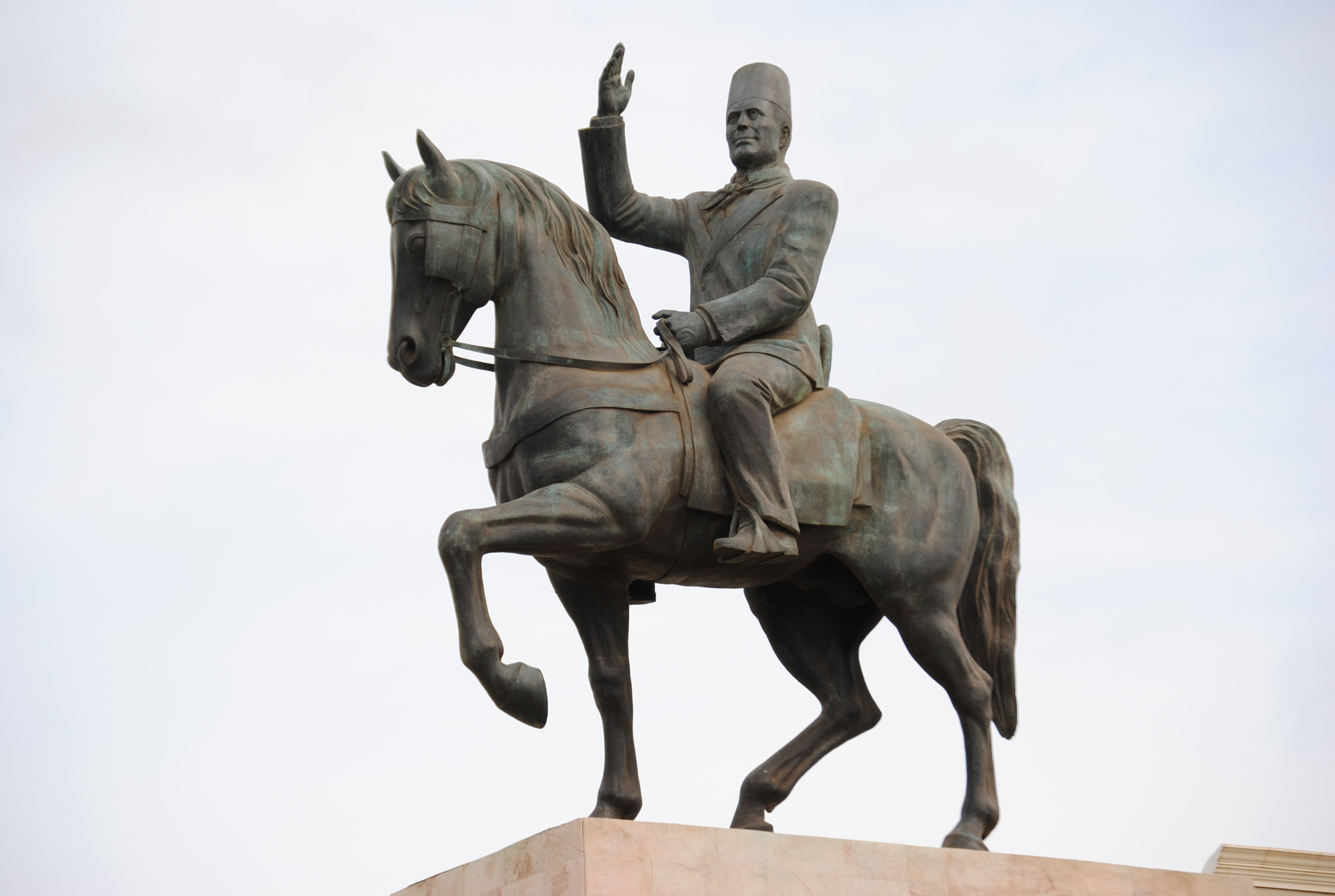
Statue équestre de Bourguiba.

### Place de l'Indépendance
À l'ouest, l'artère se termine sur la place de l'Indépendance. Au centre de celle-ci se trouve une statue du père de la sociologie moderne et philosophe, Ibn Khaldoun. La place est également encadrée par deux symboles de l'ancienne présence française, d'une part la résidence générale devenue l'ambassade de France en Tunisie et d'autre part la cathédrale Saint-Vincent-de-Paul.

## Bâtiments remarquables
- Le Théâtre municipal, inauguré le 20 novembre 1902[13], est l'un des rares théâtres de style Art nouveau au monde. Partiellement démoli en 1909, il est transformé et agrandi pour être inauguré à nouveau le 4 janvier 1911. Une rénovation totale du théâtre est effectuée en 2001 en vue de son centenaire.
- La cathédrale Saint-Vincent-de-Paul, cathédrale de rite catholique, succède à une pro-cathédrale — la cathédrale de l'archidiocèse étant alors à Carthage — située un peu plus bas sur l'avenue de la Marine. Bâtie dans un style romano-byzantin à la fin du XIXe siècle, elle est inaugurée en 1897[14] ; l'édifice s'ouvre sur la face nord de la place.
- L'ambassade de France en Tunisie, ouvrant sur la face sud de la place, se situent dans des bâtiments construits en 1861. Ils abritent vingt ans plus tard la résidence générale. Ce terrain était auparavant occupé par le consulat de France[15].
- Le siège du ministère de l'Intérieur est construit dans les années 1940 par l'architecte Bernard Zehrfuss.

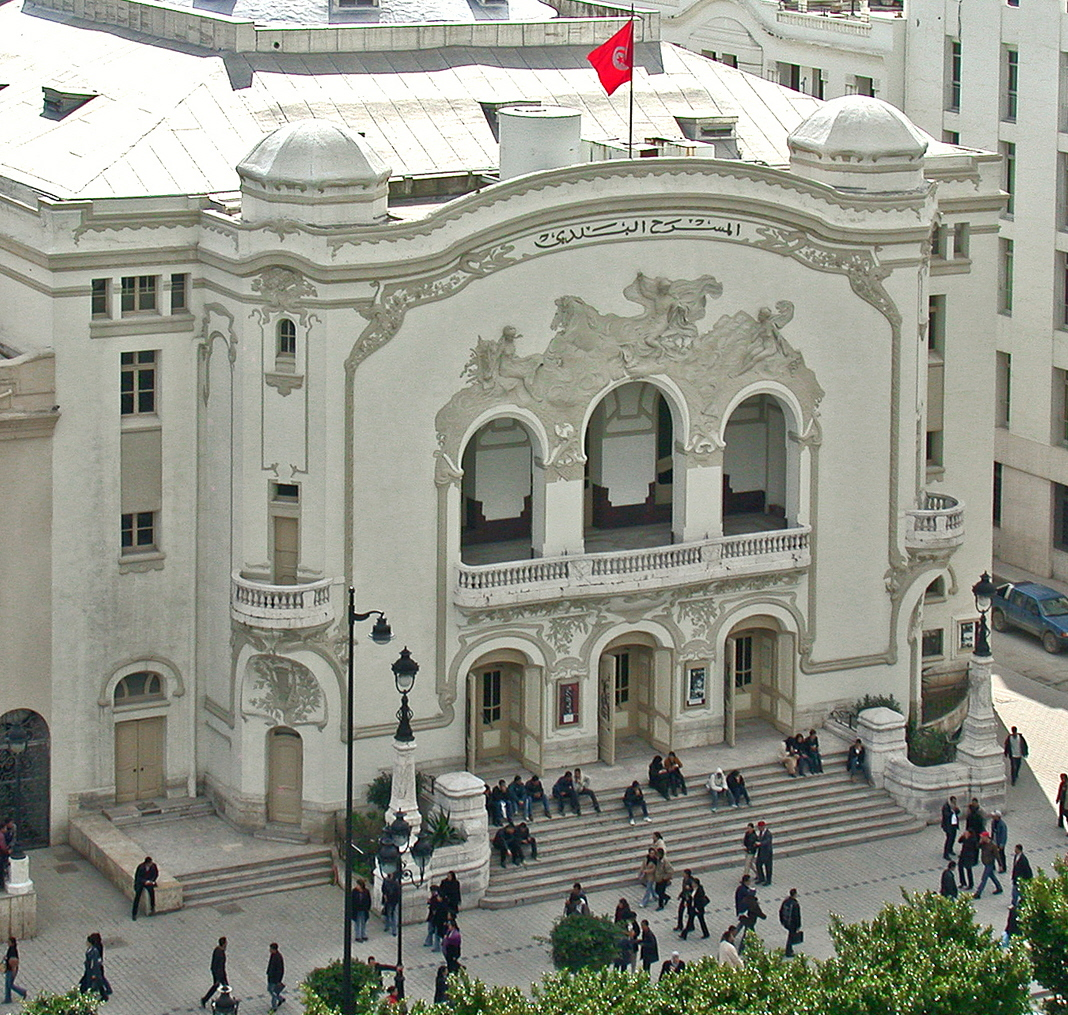
Façade du Théâtre municipal de style Art nouveau.
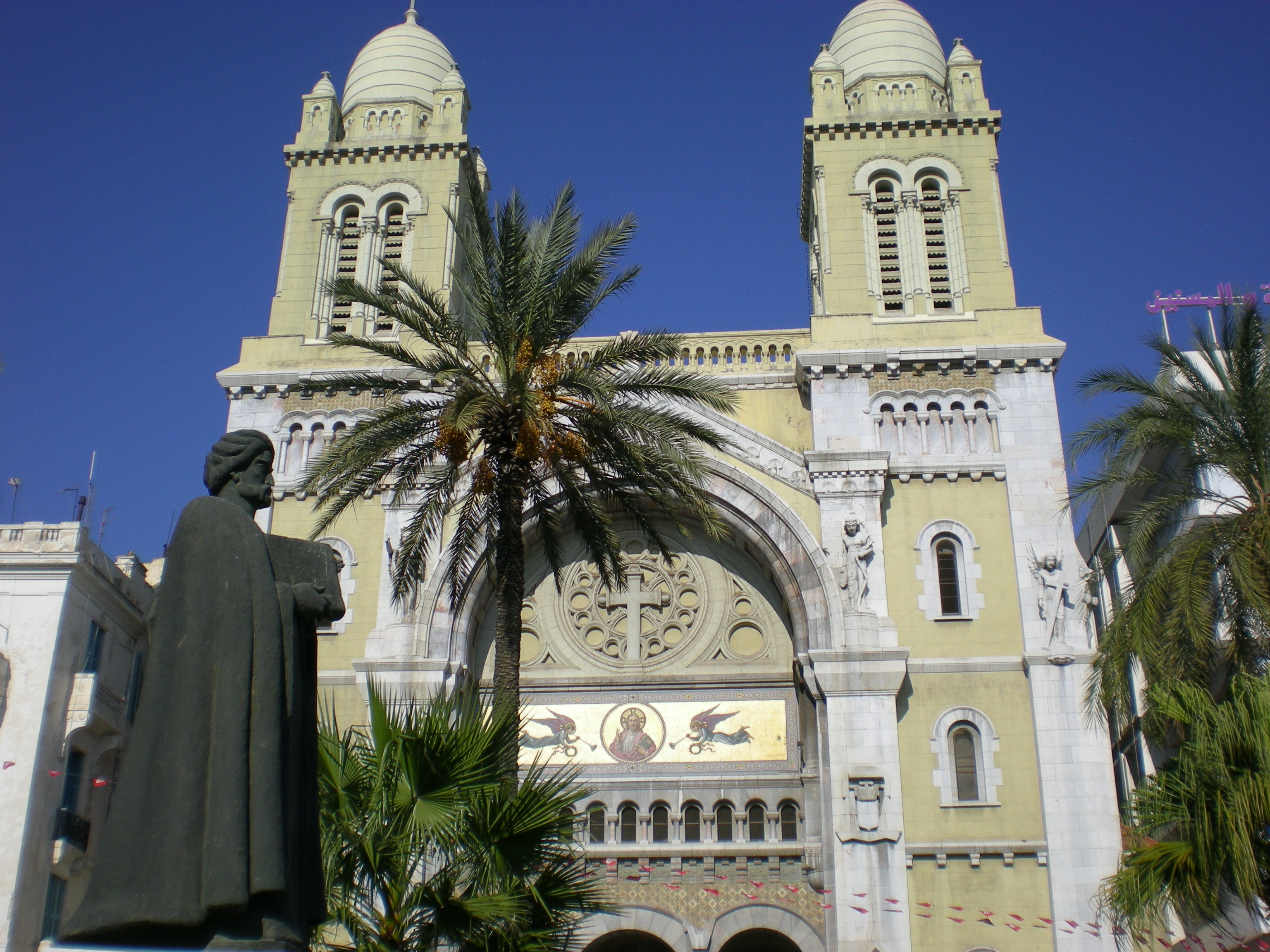
Statue d'Ibn Khaldoun devant la cathédrale Saint-Vincent-de-Paul.
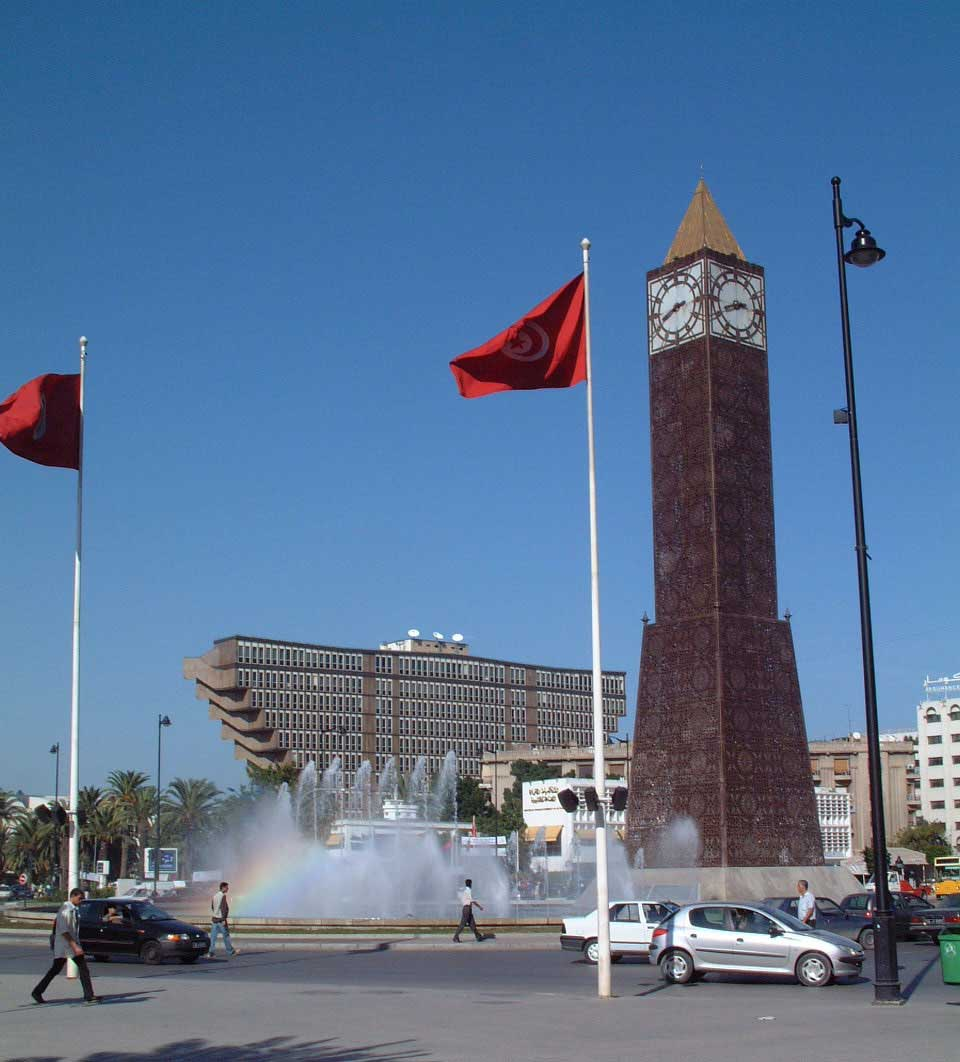
Vue de la place.
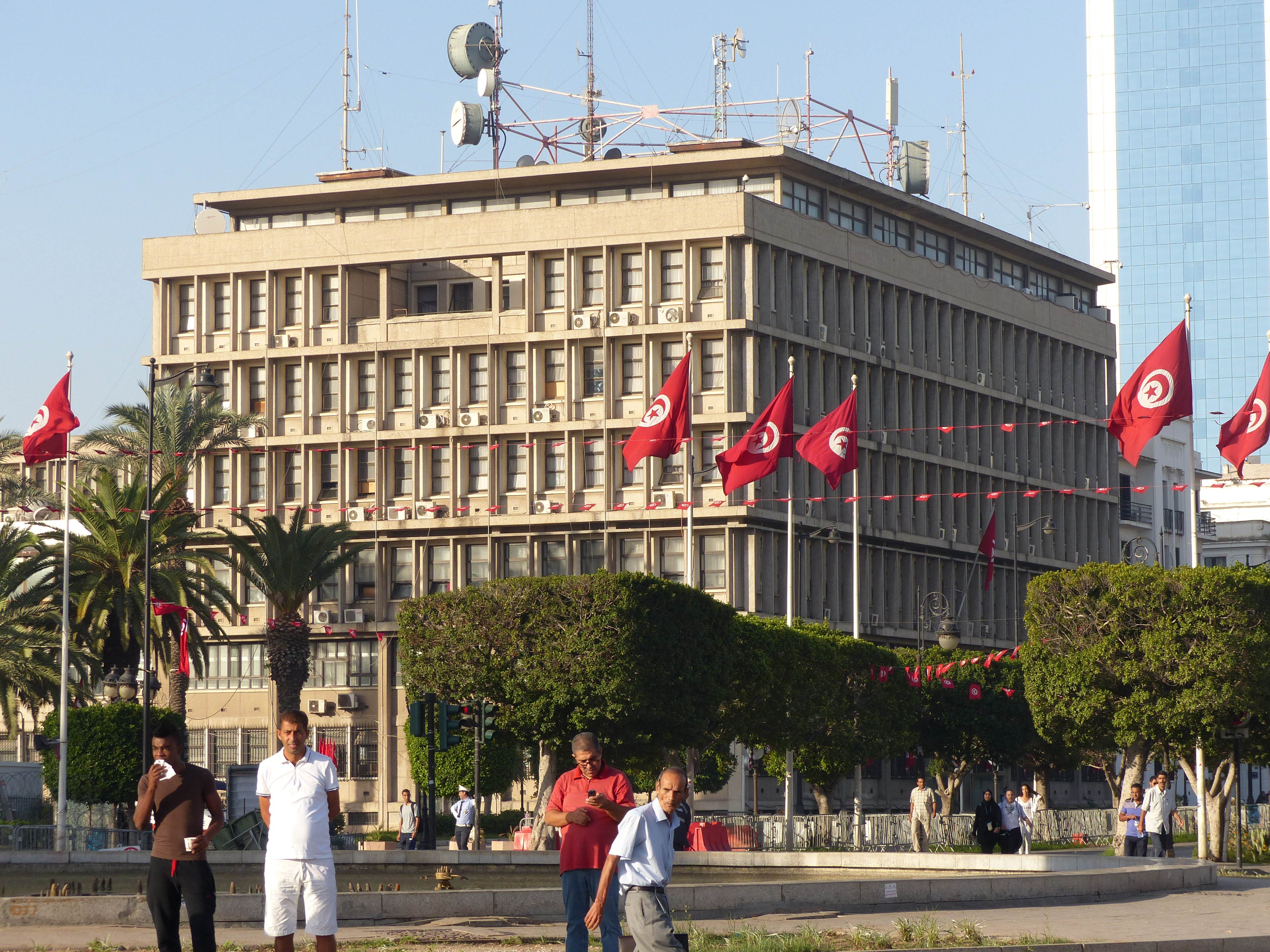
Locaux du ministère de l'Intérieur.